# Dawsonius
Dawsonius is een geslacht van kreeftachtigen uit de klasse van de Malacostraca (hogere kreeftachtigen).

## Soort
- Dawsonius latispinus (Dawson, 1967)